# Egzorcysta papieża
Egzorcysta papieża (ang. The Pope's Exorcist) – amerykańsko-brytyjsko-hiszpański horror w reżyserii Juliusa Avery'ego, oparty na autobiografii Gabriele'a Amortha Wyznania egzorcysty. Zdjęcia kręcono w Rzymie, Dublinie i Limerick.

## Fabuła
Ojciec Gabriele Amorth, główny egzorcysta stolicy apostolskiej, zostaje wysłany przez papieża do Hiszpanii, aby zbadać przypadek opętania kilkuletniego chłopca, Henry'ego, który wraz z rodziną przebywa w starym opactwie należącym do jego zmarłego ojca. Duchowny odkrywa, że w dziecko wstąpił wyjątkowo potężny demon. Z pomocą miejscowego księdza usiłuje wypędzić złego ducha; badając historię opactwa, wpada na trop przerażającej tajemnicy, którą Kościół ukrywał od setek lat. 

## Obsada
- Russell Crowe jako ojciec Gabriele Amorth
- Daniel Zovatto jako ojciec Esquibel
- Alex Essoe jako Julia Vasquez
- Franco Nero jako papież
- Peter DeSouza-Feighoney jako Henry Vasquez
- Laurel Marsden jako Amy Vasquez
- Cornell John jako biskup Lumumba
- Ryan O'Grady jako kardynał Sullivan
- Ralph Ineson jako Asmodeusz (głos)

## Odbiór

### Wyniki finansowe
Przy budżecie szacowanym na 18 milionów dolarów, film zarobił na całym świecie około 77 milionów. 

### Opinie
Film spotkał się z mieszaną reakcją ze strony krytyków. Serwis Rotten Tomatoes uznał 49% recenzji za przychylne. Znacznie lepiej produkcję ocenili widzowie, wystawiając jej 81% pozytywnych opinii. 